# RHYTHM OF THE SUN
「RHYTHM OF THE SUN」（リズム オブ ザ サン）は、ケツメイシの楽曲で、メジャー27枚目・通算30枚目のシングル。

## 解説
CD・CD+DVDの2形態で発売。前作「カリフォルニー」から3ヶ月でのリリース。メンバーryojiによるソロ曲が初収録。「RHYTHM OF THE SUN」はテレビ朝日系「お願い!ランキング」エンディング・テーマ。

## 収録曲

### CD
1. RHYTHM OF THE SUN（4分56秒）
  - 作詞：ケツメイシ　作曲：ケツメイシ・THE COMPANY
2. RHYTHM OF THE SUN（studio apartment remix）（6分13秒）
3. 8月の雨（ryoji solo）（4分15秒）
  - 作詞：RYOJI　作曲：RYOJI・守尾崇
4. Surf Beat（大蔵 solo）（4分31秒）
  - 作詞：大蔵　作曲：大蔵・KAY
5. 事件は現場で起きている（ryo solo）（3分00秒）
  - 作詞：RYO　作曲：RYO・SHIGE from BUZZER BEATS for D.O.C.

### DVD
1. RHYTHM OF THE SUN（MV）
2. RHYTHM OF THE SUN（メイキング）